# Down Bad
"Down Bad" é uma canção da artista musical estadunidense Taylor Swift, gravada para seu décimo primeiro álbum de estúdio, The Tortured Poets Department (2024), gravada pela Republic Records. A canção foi escrita por Swift e pelo seu amigo de longa data, Jack Antonoff, o qual já compôs álbuns de Swift como Midnights (2022) e Lover (2019), Antonoff é um membro da banda norte americana, Bleachers. Uma música de synth-pop com inflexões de R&B, “Down Bad” trata de uma paixão momentânea, comparando o fato de se apaixonar com o fato de ser abduzido por um ser extraterrestre. 
Nas análises das publicações, alguns críticos consideraram "Down Bad" uma música cativante com letra simples. A faixa ficou entre as 10 mais tocadas na Austrália, Canadá, Luxemburgo, Malásia, Nova Zelândia, Filipinas, Singapura, Reino Unido e Estados Unidos. Recebeu certificado de ouro na Austrália. Swift incluiu a música no repertório renovado da The Eras Tour, a sua turnê, a partir de maio de 2024.

## Antecedentes
Swift começou a trabalhar no The Tortured Poets Department imediatamente após enviar seu décimo álbum de estúdio, Midnights, à Republic Records para lançamento em 2022. Ela continuou a trabalhar nele em segredo durante a etapa americana da The Eras Tour em 2023. A concepção do álbum ocorreu quando a vida pessoal de Swift continuou a ser um tópico amplamente coberto pela imprensa. Ela descreveu The Tortured Poets Department como seu álbum “salva-vidas”, que ela “realmente precisava” fazer. A Republic Records o lançou em 19 de abril de 2024; “Down Bad” é a quarta faixa do alinhamento do álbum.

## Conteúdo Lírico
“Down Bad” é sobre uma paixão recém-descoberta. Em um comentário faixa a faixa para a Amazon Music, Swift disse que escreveu a música comparando ‘a ideia de ser bombardeado pelo amor, quando alguém abala seu mundo e o deslumbra e depois o abandona como uma abdução alienígena, quando você é abduzido por alienígenas’. Na letra, a personagem de Swift encontra uma sensação passageira que ela descreve como “amor cósmico” e considera seu interesse amoroso “meu gêmeo”, desejando ser abduzida por alienígenas. Mary Siroky, da Consequence, considerou que a letra contém um “ar de morte”: “Que se dane, se eu não puder tê-lo/ Eu posso simplesmente morrer/ Não faria diferença.". 

## Recepção crítica

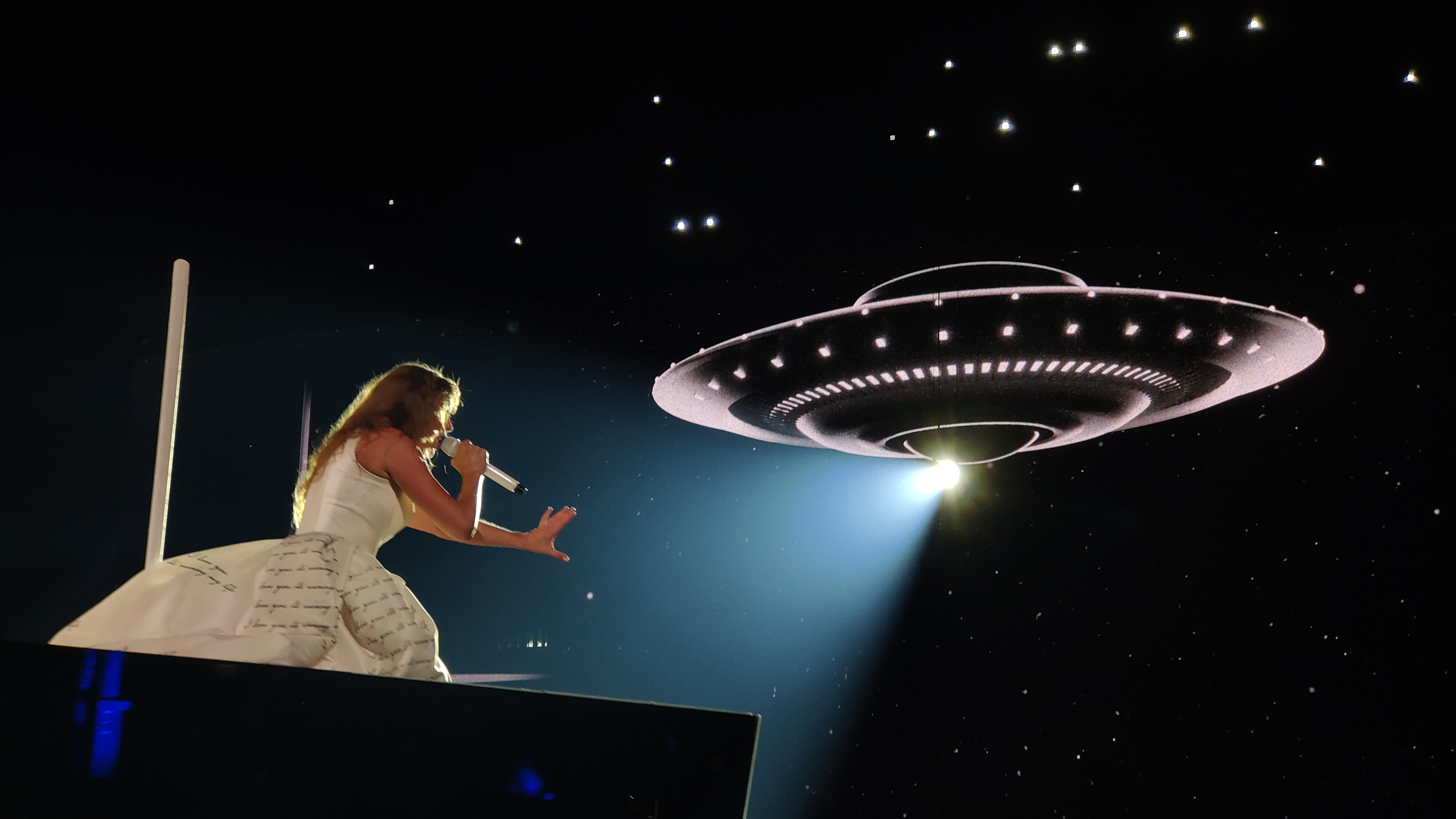
Swift performando "Down Bad" durante o ato do The Tortured Poets Department, na The Eras Tour em 2024.

Jason Lipshutz, da Billboard, classificou “Down Bad” como a sexta melhor música entre as 31 faixas do The Tortured Poets Department, descrevendo-a como “um dos mais puros prazeres pop do álbum”.  Olivia Horn, da Pitchfork, achou que a música funcionou “por causa da justaposição entre seu gancho banal e sua descrição de ‘amor cósmico’”. Finn McRedmond, do The Irish Times, destacou a letra direta da música, fazendo comparações com alguns de seus trabalhos anteriores de 1989 (2014) e Folklore (2020). Bobby Olivier, do NJ.com, escolheu a faixa como a mais cativante do álbum. 
No The New Yorker, Amanda Petrusich apreciou o estilo lírico simples de "Down Bad" e a resumiu como "uma música de efeito sobre se sentir uma porcaria". Willman classificou "Down Bad" em 16º lugar em sua lista atualizada de abril de 2024 das 75 melhores músicas de Swift, dizendo que, embora não seja uma das faixas mais poéticas do álbum, ela tem "um dos melhores grooves, perfeito para o relaxamento mais depressivo de qualquer rainha do treino". Palak Jayswal, da SLUG Magazine]], apelidou “Down Bad” de “hino que os Swifties sempre desejam”, acrescentando que ela capta a essência do bombardeio amoroso e da paixão por outra pessoa. Josh Kurp, da Uproxx, achou que a faixa era uma representação da qualidade verborrágica e sem gênero do álbum, mas opinou que ela era “extremamente pessoal [...] a ponto de causar desconforto”.
Em críticas menos entusiasmadas, John Wohlmacher, da Beats Per Minute, criticou o uso excessivo de "cadeias de metáforas" por Swift em seu estilo lírico, o que dilui o sentimento emocional que ela quer comunicar, e Laura Molloy, da NME, disse que a faixa contém alguns "versos que causam constrangimento". Maria Sherman, da Associated Press, descreveu a música como "piegas", o que prejudicou o clima "meditativo" do álbum.

## Créditos
Os créditos são adaptados do encarte de The Tortured Poets Department.
- Taylor Swift - vocal principal, compositora, produtora
- Jack Antonoff - produtor, compositor, Juno, M1, Mellotron, piano, bateria, percussão, programação, backing vocals
- Mikey Freedom Hart - M1, Mellotron
- Sean Hutchinson - percussão
- Evan Smith - saxofone
- Zem Audu - saxofone
- Laura Sisk - engenharia, gravação
- Oli Jacobs - engenharia, gravação
- Jack Manning - assistência de engenharia, gravação
- Jon Sher - assistência de engenharia
- Michael Riddleberger - gravação
- Serban Ghenea - mixagem
- Bryce Bordone - engenharia de mixagem
- Randy Merrill - masterização
- Ryan Smith - masterização de vinil